# Evarcha wulingensis
Evarcha wulingensis là một loài nhện trong họ Salticidae.
Loài này thuộc chi Evarcha. Evarcha wulingensis được Peng, Xie & Joo-Pil Kim miêu tả năm 1993.